# Homelix morini
Homelix morini là một loài bọ cánh cứng trong họ Cerambycidae.